# Karl Heinz Kunzmann
Karl Heinz Kunzmann (* 5. Mai 1930 in Pforzheim) war ein deutscher Diplomat. Er vertrat die Bundesrepublik Deutschland in mehreren Staaten als Botschafter.

## Leben
Karl Heinz Kunzmann, Sohn des Hoteliers Karl Kunzmann, begann nach dem Abitur ein Studium der Fächer Rechtswissenschaft, Volkswirtschaft und Internationale Beziehungen an der Eberhard Karls Universität Tübingen, das er an der Universität Hamburg, der Universität London, der Universität von Paris Sorbonne sowie der Rheinischen Friedrich-Wilhelms-Universität Bonn fortsetzte. Nachdem er seine Erste juristische Staatsprüfung in Bonn abgelegt hatte, absolvierte er seine Zweite juristische Staatsprüfung 1960 am Oberlandesgericht Köln. 1960 erfolgte seine Promotion zum Dr. jur. mit der Dissertation Die Fortentwicklung des Kriegsrechts auf den Gebieten des Schutzes der Verwundeten und der Beschießung von Wohnorten. 1960 begann er seine berufliche Laufbahn als Regierungsassessor im Bundesministerium der Verteidigung und war im Anschluss von 1962 bis 1964 Dozent an der Schule der Bundeswehr für Innere Führung in Koblenz tätig. 
1964 trat Kunzmann in den Auswärtigen Dienst ein und war nach Verwendungen als Legationsrat im Referat „Friedensregelung: Aus Krieg und Besatzung entstandene Fragen, Stationierung ausländischer Truppen, Auslandsschulden und beschlagnahmtes Auslandsvermögen“ in der Zentrale des Auswärtigen Amtes in Bonn an der Handelsvertretung Helsinki sowie am Generalkonsulat Istanbul tätig. 1974 wurde er Botschafter in den Vereinigten Arabischen Emiraten und verblieb dort bis zu seiner Ablösung durch Hansjoachim Neumann 1975. Nach einer neuerlichen Verwendung im Auswärtigen Amt löste er 1979 Gerhard Söhnke als Botschafter in Haiti ab und übte dieses Amt bis 1982 aus, woraufhin Fritjof von Nordenskjöld seine dortige Nachfolge antrat. Er selbst fungierte anschließend zwischen 1982 und 1985 als Ständiger Vertreter des Botschafters in Peru sowie von 1985 bis 1990 als Leiter eines Referats im Auswärtigen Amt.
Zuletzt wurde Kunzmann 1990 Nachfolger von Wolfgang Bente als Botschafter der Bundesrepublik Deutschland in Tunesien. Auf diesem Posten verblieb er bis zu seinem Eintritt in den Ruhestand 1995 und wurde von Klaus Werndl abgelöst.
Aus seiner 1955 mit Elisabeth Busch geschlossenen Ehe ging eine Tochter hervor.

## Auszeichnungen
Kunzmann war Träger des Ritterkreuzes des finnischen Löwenordens, des Kommandeurkreuzes des brasilianischen „Rio-Branco-Ordens“, des Großkreuzes des haitianischen Ordens „Ehre und Verdienst“, des Kommandeurkreuzes des peruanischen Ordens „Zur Anerkennung hervorragender Verdienste“, der Insignien eines Großoffiziers des „Ordens der Republik Tunesien“ und des Verdienstkreuzes am Bande des „Verdienstordens der Bundesrepublik Deutschland“.

## Veröffentlichungen
- Die Fortentwicklung des Kriegsrechts auf den Gebieten des Schutzes der Verwundeten und der Beschießung von Wohnorten. Dissertation, Bonn 1960.
- Zwischen Okzident und Orient – Aus dem Leben eines Botschafters. Berlin 2012.